# Erigeron neglectus
 Erigeron neglectus  A.Kern., 1871 è una specie di pianta angiosperma dicotiledone della famiglia delle Asteraceae (sottofamiglia Asteroideae, tribù Astereae (North American lineage) e sottotribù Conyzinae).

## Etimologia
Il nome generico (Erigeron) deriva da due parole greche: "eri" (= precoce, sollecito, presto) e "geron" (= vecchio), richiamandosi forse al pappo di alcune specie che invecchiando diventa grigio oppure al breve periodo della sua fioritura. L'epiteto specifico (neglectus) deriva dal latino e significa "trascurato".
Il nome scientifico della specie è stato definito dal botanico Anton Kerner von Marilaun (1831–1898) nella pubblicazione " Oesterreichische Botanische Zeitschrift. Gemeinnütziges Organ für Botanik ..." ( Oesterr. Bot. Z. 21: 253) del 1871.

## Descrizione
Portamento. Sono piante erbacee non molto alte con ciclo biologico perenne. La forma biologica prevalente è definita come emicriptofita scaposa (H scap): ossia sono piante perennanti per mezzo di gemme al livello del terreno e con asse fiorale di tipo cespitoso.
Fusto. La parte aerea è semplice ma robusta (altezza media 5 - 15 cm). L'indumento dei fusti è formato da peli allungati misti a brevi peli appressati. Le radici sono secondarie da rizoma. 
Foglie. Le foglie si dividono in basali e caulinari in disposizione alterna e sono glabre sulle facce (sui margini sono presenti dei peli). Quelle basali hanno una forma spatolata (4 - 7 x 30 - 60 cm) e canicolata. L'apice è vario (ottuso, arrotondato o retuso). Quelle cauline sono progressivamente minori.
Infiorescenza. Le sinflorescenze sono singole (un solo capolino o due). Le infiorescenze vere e proprie sono composte da un capolino terminale peduncolato di tipo radiato. I capolini sono formati da un involucro, con forme a coppa, composto da diverse brattee, al cui interno un ricettacolo fa da base ai fiori di due tipi: fiori del raggio e fiori del disco. Le brattee, con forme lanceolate, diseguali (o no) fra di loro, a consistenza da fogliacea e fittamente pelose, con margini scariosi e punte scure, sono disposte in modo più o meno embricato e scalato su più serie. Il ricettacolo è nudo ossia senza pagliette a protezione della base dei fiori; la forma è piatta o conica. Diametro del capolino: 1,5 - 2 cm. Diametro dell'involucro: 4 mm. Lunghezza delle brattee: 1 - 1,5 mm.
Fiori.  I fiori sono tetra-ciclici (formati cioè da 4 verticilli: calice – corolla – androceo – gineceo) e pentameri (calice e corolla formati da 5 elementi). Si distinguono in:
- fiori del raggio (esterni): sono femminili e sono disposti su alcune serie; la forma è ligulata (zigomorfa);
- fiori del disco (periferici): sono femminili e filiformi;
- fiori del disco (centrali): sono più numerosi con forme brevemente tubulose (attinomorfe); sono ermafroditi.

- Formula fiorale:

*/x K {\displaystyle \infty }, [C (5), A (5)], G 2 (infero), achenio
- Calice: i sepali del calice sono ridotti ad una coroncina di squame.

- Corolla:

- fiori del raggio: la forma della corolla alla base è più o meno tubulosa-imbutiforme, mentre all'apice è ligulata o filiforme e può terminare con alcuni denti (in alcune specie è riflessa o contorta); i colori delle corolle sono lillacini; lunghezza delle ligule: 9 mm;
- fiori del disco (quelli più centrali): la forma è tubulare bruscamente divaricata in 5 lobi; i lobi, patenti o eretti, hanno una forma deltata o più o meno lanceolata; il colore è giallo o giallastro; lunghezza dei fiori: 5 mm.

- Androceo: l'androceo è formato da 5 stami sorretti da filamenti generalmente liberi; gli stami sono connati e formano un manicotto circondante lo stilo; le teche (produttrici del polline) alla base sono troncate e sono lievemente auricolate (molto raramente sono speronate o hanno una coda); le appendici apicali delle antere hanno delle forme piatte e lanceolate; il tessuto endoteciale (rivestimento interno dell'antera) è quasi sempre polarizzato (con due superfici distinte: una verso l'esterno e una verso l'interno). Il polline è sferico con un diametro medio di circa 25 micron;  è tricolporato (con tre aperture sia di tipo a fessura che tipo isodiametrica o poro) ed è echinato (con punte sporgenti).[10][13]

- Gineceo: l'ovario è infero uniloculare formato da 2 carpelli.[6] Lo stilo (il recettore del polline) è profondamente bifido (con due stigmi divergenti) e con le linee stigmatiche marginali separate.[14] I due bracci dello stilo hanno una forma più o meno lanceolata, acuta o ottusa e possono essere papillosi o ricoperti da ciuffi di peli.

- Antesi: da (giugno) luglio a settembre.

Frutti.  I frutti sono degli acheni con pappo; in alcune specie è presente un certo dimorfismo (gli acheni dei fiori del raggio differiscono dagli acheni dei fiori del disco);
- achenio: l'achenio ha una forma oblunghe–ovoide, sono appiattiti (compressi) e sono percorsi da alcuni nervi o costole longitudinali; la superficie può essere da glabra a strigosa;
- pappo: il pappo è piumato di colore bianco o rossiccio; le setole sono disposte su un unico rango. I pappi sono persistenti o precocemente caduchi; esternamente può essere presente una piccola corona di scaglie.

## Biologia
Impollinazione: tramite insetti (impollinazione entomogama tramite farfalle diurne e notturne).

Riproduzione: la fecondazione avviene fondamentalmente tramite l'impollinazione dei fiori.

Dispersione: i semi cadono a terra e vengono dispersi soprattutto da insetti come formiche (disseminazione mirmecoria). Un altro tipo di dispersione è zoocoria: gli uncini delle brattee dell'involucro (se presenti) si agganciano ai peli degli animali di passaggio che portano così i semi anche su lunghe distanze. Inoltre per merito del pappo il vento può trasportare i semi anche per alcuni chilometri (disseminazione anemocora).

## Distribuzione e habitat

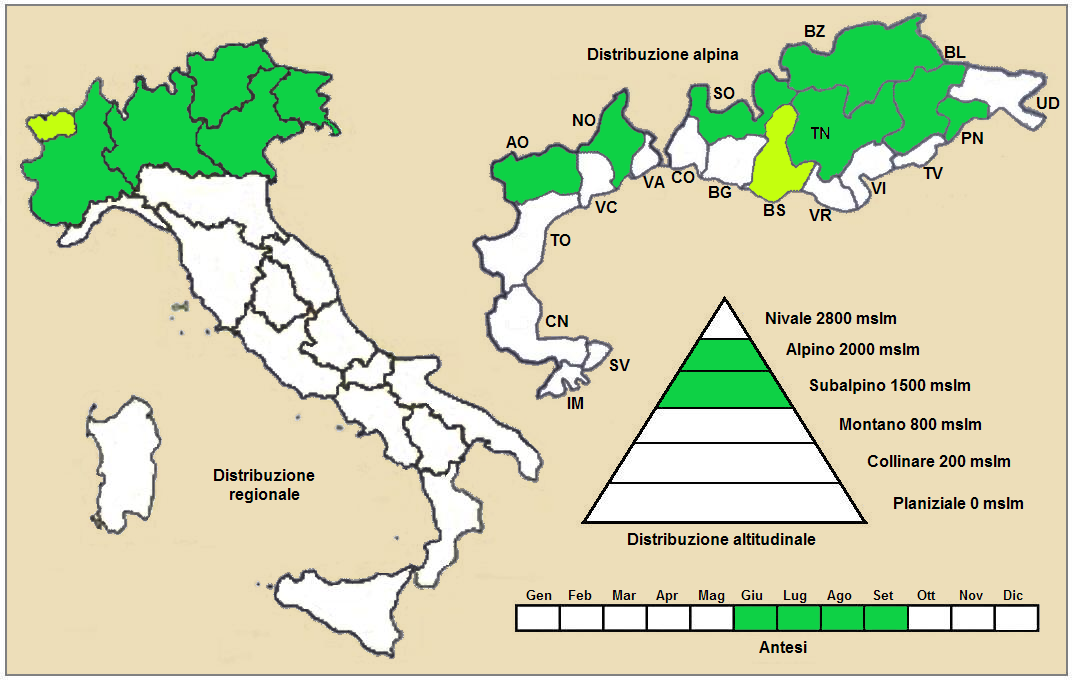
Distribuzione della pianta (Distribuzione regionale – Distribuzione alpina)

Geoelemento: il tipo corologico (area di origine) è  Endemico Alpico.
Distribuzione: in Italia questa specie si trova raramente nelle Alpi (soprattutto quelle orientali). Fuori dall'Italia, sempre nelle Alpi, questa specie si trova in Francia, Svizzera e Austria.
Habitat: l'habitat preferito per queste piante sono i pascoli subalpini su calcare. Il substrato preferito è calcareo con pH basico, bassi valori nutrizionali del terreno che deve essere secco. 
Distribuzione altitudinale: sui rilievi alpini, in Italia, queste piante si possono trovare fa 1.800 fino a 2.200 m s.l.m.; nelle Alpi frequentano quindi i seguenti piani vegetazionali: subalpino e alpino.

## Fitosociologia
Dal punto di vista fitosociologico alpino la specie di questa voce appartiene alla seguente comunità vegetale:
Formazione: delle comunità delle praterie rase dei piani subalpino e alpino con dominanza di emicriptofite
Classe: Elyno-Seslerietea variae
Ordine: Seslerietalia variae
Alleanza: Seslerion variae

## Sistematica
La famiglia di appartenenza di questa voce (Asteraceae o Compositae, nomen conservandum) probabilmente originaria del Sud America, è la più numerosa del mondo vegetale, comprende oltre 23.000 specie distribuite su 1.535 generi, oppure 22.750 specie e 1.530 generi secondo altre fonti (una delle checklist più aggiornata elenca fino a 1.679 generi). La famiglia attualmente (2021) è divisa in 16 sottofamiglie; la sottofamiglia Asteroideae è una di queste e rappresenta l'evoluzione più recente di tutta la famiglia.
Il genere Erigeron comprendente diverse centinaia di specie una buona parte di origine americana, mentre le altre sono di origine europea (e asiatica) di cui una decina sono proprie della flora italiana.
Attualmente le specie italiane di Erigeron sono divise in tre gruppi:
- (1) Piante annue.
- (2) Piante perenni con fiori dimorfi (esterni raggianti femminili ligulati; interni tubulosi ermafroditi).
- (3) Piante perenni con fiori trimorfi (esterni raggianti femminili ligulati; interni periferici femminili filiformi; interni centrali ermafroditi tubulosi).

 Erigeron neglectus appartiene al terzo gruppo.

### Filogenesi
Il genere Erigeron è descritto nella sottotribù Conyzinae, una delle quasi 40 sottotribù della tribù Astereae. In base alle ultime ricerche nella tribù sono stati individuati (provvisoriamente) 5 principali lignaggi. Il genere  Erigeron (insieme alla sottotribù Conyzinae) è incluso nel North American lineage.
Alcune analisi di tipo filogenetico hanno diviso la sottotribù Conyzinae in 6 cladi;  Erigeron attualmente è incluso in tutti i cladi  (non risulta quindi monofiletico). Erigeron è suddiviso in una quarantina di sezioni;  Erigeron neglectus è inclusa nella sezione Trimorpha (Cass.) DC. caratterizzata da specie perenni, bienni o annuali con radici fibrose; le foglie sono per lo più intere non abbraccianti; le corolle dei fiori del raggio sono dimorfiche, quelle esterne sono filiformi colorate da bianco a rosa o viola, quelle interne sono prive di lamina; gli acheni hanno 2 nervi; il pappo ha 12 - 35 setole. Questo gruppo contiene circa 28 specie tra cui E. acris, E. alpinus, E. atticus, E. epiroticus, E. glabratus e E. neglectus.
I caratteri distintivi della specie  Erigeron neglectus sono:
- il fusto è semplice ma robusto (altezza media 5 - 15 cm);
- l'indumento dei fusti è formato da peli allungati misti a brevi peli appressati;
- l'apice delle foglie basali è vario (ottuso, arrotondato o retuso);
- i capolini sono unici.

Il numero cromosomico delle specie di questa voce è: 2n = 18.

### Sinonimi
Sono elencati alcuni sinonimi per questa entità:
- Erigeron alpinus subsp. neglectus (A.Kern.) O.Bolòs & Vigo
- Erigeron alpinus var. neglectus  (A.Kern.) Briq.
- Erigeron alpinus proles neglectus  (A.Kern.) Rouy
- Erigeron nanus subsp. neglectus  (A.Kern.) Soó
- Erigeron alpinus var. cladophorus  Briq. & Cavill.
- Erigeron alpinus var. polytrichus  Briq. & Cavill.